# 20. (srednjedalmatinska) divizija (NOVJ)
20. (srednjedalmatinska) divizija je bila partizanska divizija, ki je delovala v sklopu NOV in POJ v Jugoslaviji med 2. svetovno vojno.

## Zgodovina
Divizija je bila ustanovljena 20. oktobra 1943. Ob ustanovitvi je divizija imela tri brigade ter približno 3.110 borcev.

## Sestava
September 1943
- 8. dalmacijska brigada
- 9. dalmacijska brigada
- 10. dalmacijska brigada

## Poveljstvo
Poveljniki
- Velimir Knežević

Politični komisarji
- Živko Živković